# Якутський

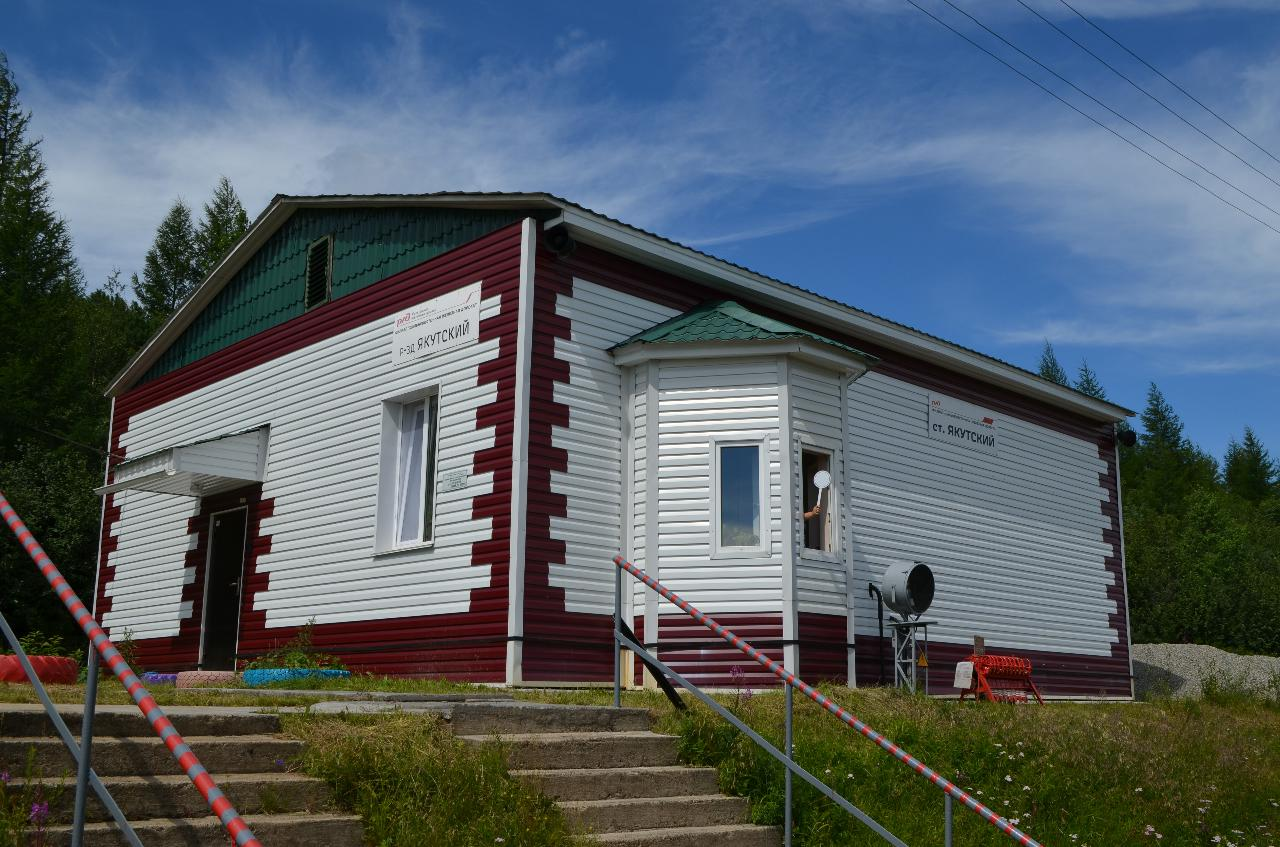

Якутський (рос. Якутский) — роз'їзд Тиндинського регіону Далекосхідної залізниці Росії, розміщений на дільниці роз'їзд Бестужево — Нерюнгрі-Пасажирська між роз'Їдом Ріхард Зорге і станцією Нагірна-Якутська. Відстань до рзд Бестужево — 80 км, до ст. Нерюнгрі-Пасажирська — 122 км; до транзитного пункту Тинда — 107 км.